# Tiếng sét trong mưa
Tiếng sét trong mưa là một bộ phim truyền hình được thực hiện bởi Mega GS do Nguyễn Phương Điền làm đạo diễn. Phim được chuyển thể từ vở kịch Lôi vũ của nhà văn Tào Ngu. Phim phát sóng vào lúc 20h00 từ thứ 2 đến thứ 7 hàng tuần bắt đầu từ ngày 2 tháng 9 năm 2019 và kết thúc vào ngày 2 tháng 11 năm 2019 trên kênh THVL1.

## Nội dung
Tiếng sét trong mưa xoay quanh hai nhân vật chính là Khải Duy (Cao Minh Đạt) và Thị Bình (Nhật Kim Anh). Trở về quê sau nhiều năm du học xứ trời Tây, cậu Ba Khải Duy đã đem lòng yêu một cô hầu tên Thị Bình, người mang trên mình nét hồn nhiên và sự hiền lành, ngây thơ trong sáng. Hai con người đã dành trọn trái tim cho đối phương và cuối cùng Thị Bình mang thai. Giông bão cũng từ đấy kéo đến, trút xuống cuộc đời cô khi đã để bà Hội (Diệu Đức) – mẹ của Khải Duy phát hiện, hành hạ và buộc cô phải gieo mình xuống sông tự vẫn nhưng không thành, từ đó bỏ xứ ra đi.
Thời gian dần trôi, Khải Duy trở thành ông chủ đồn điền cao su giàu có đầy uy lực. Đứa con của anh và Thị Bình ngày nào cũng đã trưởng thành và được Khải Duy đổi tên thành Thanh Bình (Quốc Huy), như một cách để tưởng nhớ người phụ nữ mà cả đời Khải Duy yêu thương. Trong một lần, Thanh Bình đã cứu được Phượng (Oanh Kiều) – một cô gái suýt bị hãm hiếp trong rừng cao su và sau đó đem lòng yêu cô. Phượng được nhận vào phụ việc trong gia đình Khải Duy. Tình cảm giữa cô và Bình ngày càng sâu đậm cho đến một ngày, những uẩn khúc hai mươi mấy năm về trước được phơi bày khi mẹ của Phượng lên thăm con gái. Cuộc tình đang nồng thắm của Bình và Phượng bỗng chốc trở thành nỗi đau chới với bên bờ loạn luân...

## Diễn viên
- Nhật Kim Anh trong vai Thị Bình[8]
- Cao Minh Đạt trong vai Khải Duy[9]
- Quốc Huy trong vai Thanh Bình
- Oanh Kiều trong vai Phượng[8]
- Khương Thịnh trong vai Khải Văn[9]
- Cao Thái Hà trong vai Hai Sáng[8]
- Diệu Đức trong vai Bà Hội đồng[9]
- Hứa Minh Đạt trong vai Lũ[9]
- Lê Bê La trong vai Hiểm[8]
- Kiều Khanh trong vai Hạnh Dung
- Vũ Ngọc Ánh trong vai Thiên Kim
- Thanh Hiền trong vai Bà Bảy[9]
- Thanh Nam trong vai Ông Quý
- Huỳnh Thảo Trang trong vai Hạnh Nhi[8]
- Lâm Minh Thắng trong vai Hải
- Bạch Công Khanh trong vai Xuân
- Lê Thiện trong vai Mẹ Lũ
- Tam Thanh trong vai Cai Tuất
- Sỹ Toàn trong vai Nhàn
- Lê Vinh trong vai Mạnh Hùng
- Quách Ngọc Tuyên trong vai Quang

Cùng một số diễn viên khác....

## Ca khúc trong phim
Bài hát trong phim là ca khúc "Sóng gió đời em" do Khánh Đơn sáng tác và Nhật Kim Anh thể hiện.

## Giải thưởng
| Năm  | Giải thưởng                                | Hạng mục                                                 | (Người) đề cử | Kết quả   | Tham khảo     |
| ---- | ------------------------------------------ | -------------------------------------------------------- | ------------- | --------- | ------------- |
| 2019 | Liên hoan Truyền hình toàn quốc lần thứ 39 | Phim truyện truyền hình                                  | —             | Giải Bạc  | [ 11 ] [ 12 ] |
| 2019 | Liên hoan Truyền hình toàn quốc lần thứ 39 | Nam diễn viên xuất sắc                                   | Cao Minh Đạt  | Đoạt giải | [ 11 ] [ 12 ] |
| 2019 | Giải Mai Vàng 2019                         | Nam diễn viên Điện ảnh - Truyền hình được yêu thích nhất | Cao Minh Đạt  | Đoạt giải | [ 13 ]        |
| 2019 | Giải Mai Vàng 2019                         | Phim truyện truyền hình                                  | —             | Đề cử     | [ 14 ]        |
| 2019 | WeChoice Awards                            | Phim truyền hình của năm                                 | —             | Đề cử     | [ 15 ]        |
| 2019 | Ngôi Sao Xanh                              | Nam diễn viên truyền hình xuất sắc nhất                  | Hứa Minh Đạt  | Đề cử     | [ 16 ]        |
| 2019 | Ngôi Sao Xanh                              | Nữ diễn viên truyền hình xuất sắc nhất                   | Lê Bê La      | Đề cử     | [ 16 ]        |
| 2020 | Men & Life Awards                          | Nữ diễn viên của năm                                     | Nhật Kim Anh  | Đoạt giải | [ 17 ]        |